# Sophie de La Roche
Pour les articles homonymes, voir La Roche.
Sophie de La Roche (Sophie von La Roche) née Guterman von Gutershofen (1730-1807) est une écrivaine allemande du XVIIIe siècle. Elle est la grand-mère de Clemens Brentano et de Bettina von Arnim, et l'amante[réf. nécessaire] de Christoph Martin Wieland. Son œuvre la plus connue est Mémoires de mademoiselle de Sternheim, un roman épistolaire.
Elle tenait un salon littéraire fréquenté notamment par Goethe et Lavater.

## Biographie
Sophie Guterman von Gutershofen naît le 6 décembre 1730 à Kaufbeuren, en Bavière, dans le Saint-Empire. Son père, un médecin d'inspiration piétiste, lui fait donner une éducation stricte et soignée.
Ses premières fiançailles avec un médecin italien sont rompues à l'instigation de son père, en raison de la confession catholique du prétendant. Son père l'envoie alors à Biberach, au sein de la famille Wieland, et elle se fiance avec le fils de la famille, Christoph Martin Wieland, âgé alors de 17 ans. Ces fiançailles sont également rompues, mais une tendre amitié liera les deux ex-fiancés pendant toute leur vie.
En 1753, elle épouse Georg Michael Frank von La Roche  (1720-1788) et vit avec lui à Mayence, dans l'hôtel de Stadion, maison du père de son mari, Anton Heinrich Friedrich von Stadion, ministre de l'Électorat de Mayence. Elle mit au monde 8 enfants, dont 5 seulement atteignirent l'âge adulte. Le style de vie à la cour de Mayence, calqué sur l'étiquette de Versailles, s'est avéré pesant pour la jeune femme.
Son premier roman, Geschichte des Fräuleins von Sternheim (Mémoires de Mlle de Sternheim), publié en 1771, rencontre un grand succès, notamment auprès des femmes cultivées de la bourgeoisie, qui se reconnaissent dans le destin de l'héroïne, malheureuse en ménage. Sa renommée contribue au succès de son salon littéraire.
Après 1780, son mari tombe en disgrâce et voit ses revenus se réduire. Sophie von La Roche cherche à améliorer leurs ressources grâce à sa plume. Elle fonde une revue, Pomona für Teutschlands Töchter, et rédige plusieurs récits de voyage, en Suisse, France, Hollande et Angleterre.

## Œuvres en allemand

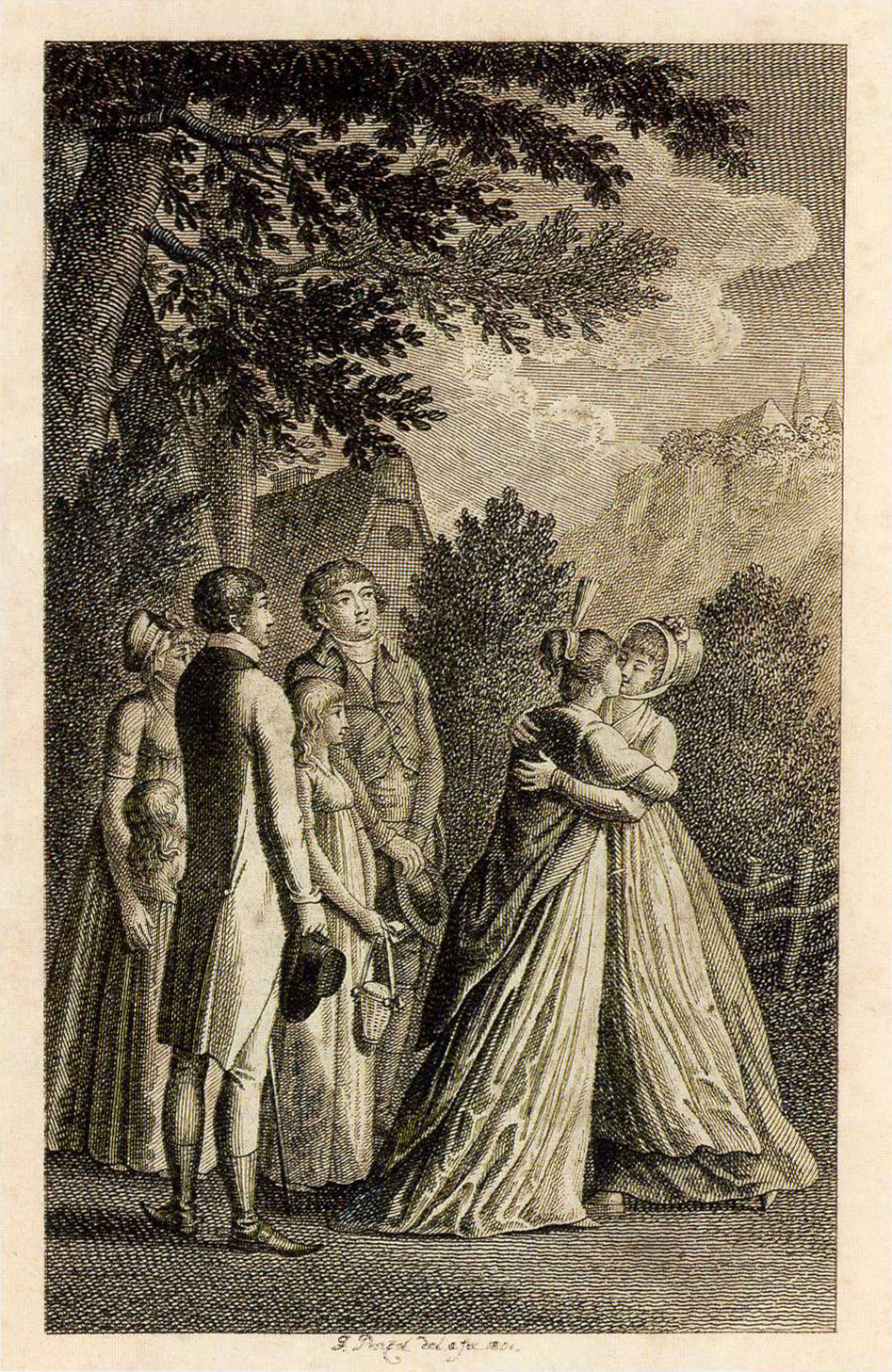
Frontispice de Fanny und Julia

- Geschichte des Fräuleins von Sternheim. Von einer Freundin derselben aus Original-Papieren und andern zuverläßigen Quellen gezogen. Hrsg. v. Christoph Martin Wieland. 2 Bände. Weidmanns Erben und Reich, Leipzig 1771 (München 2007, dtv,  (ISBN 978-3423-13530-6),Originalausgabe)
- Der Eigensinn der Liebe und Freundschaft, eine Englische Erzählung, nebst einer kleinen deutschen Liebesgeschichte, aus dem Französischen. Orell, Geßner, Füßli, Zürich 1772
- Rosaliens Briefe an ihre Freundin Mariane von St**. 3 Bände. Richter, Altenburg 1780–1781
- Pomona für Teutschlands Töchter. Enderes, Speyer 1783-1784
- Briefe an Lina, ein Buch für junge Frauenzimmer, die ihr Herz und ihren Verstand bilden wollen. Band 1. Lina als Mädchen. Weiß und Brede, Mannheim 1785; Gräff, Leipzig 1788
- Neuere moralische Erzählungen. Richter, Altenburg 1786
- Tagebuch einer Reise durch die Schweiz Richter, Altenburg 1787
- Journal einer Reise durch Frankreich. Richter, Altenburg 1787
- Tagebuch einer Reise durch Holland und England. Weiß und Brede, Offenbach 1788
- Geschichte von Miß Lony und Der schöne Bund. C. W. Ettinger, Gotha 1789
- Briefe über Mannheim. Orell, Geßner, Füßli, Zürich 1791
- Lebensbeschreibung von Friderika Baldinger, von ihr selbst verfaßt. Hrsg. und mit einer Vorrede begleitet von Sophie Wittwe von La Roche. Carl Ludwig Brede, Offenbach 1791
- Rosalie und Cleberg auf dem Lande. Weiß und Brede, Offenbach 1791
- Erinnerungen aus meiner dritten Schweizerreise. Weiß und Brede, Offenbach 1793
- Briefe an Lina als Mutter. 2 Bände. Gräff, Leipzig 1795-1797
- Schönes Bild der Resignation, eine Erzählung. Gräff, Leipzig 1796
- Erscheinungen am See Oneida, mit Kupfern. 3 Bände. Gräff, Leipzig 1798
- Mein Schreibetisch. 2 Bände. Gräff, Leipzig 1799
- Reise vom Offenbach nach Weimar und Schönebeck im Jahr 1799. Gräff, Leipzig 1800 (auch als Schattenrisse abgeschiedener Stunden in Offenbach, Weimar und Schönebeck in Jahre 1799)
- Fanny und Julia, oder die Freundinnen. Gräff, Leipzig 1801
- Liebe-Hütten. 2 Bände. Gräff, Leipzig 1804
- Herbsttage. Gräff, Leipzig 1805
- Melusinens Sommerabende. Hrsg. von Christoph Martin Wieland. Societäts-Buch- und Kunsthandlung, Halle 1806

## Œuvres de fiction en français

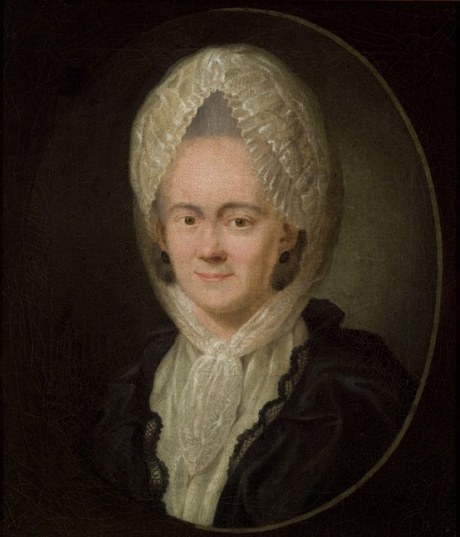
Portrait de Sophie La Roche v. 1776 par

- Mémoires de Mlle de Sternheim. 1771.
- Miss Lony. 1792.
- Eugénie ou la résignation, une anecdote (Schönes Bild der Resignation). 1797.

## Écrits personnels en français
- Journal d'un voyage à travers la France. 1785, (1e traduction du texte allemand à partir de l’édition originale de 1787 par Michel Lung, Thomas Dunskus, Anne Lung-Favre), Saint-Quentin-de-Baron, Éditions de l'Entre-deux-Mers, 2012.
- Louis Desgraves, Voyageurs à Bordeaux du dix-septième siècle à 1914, Bordeaux, Mollat, 1991 (extraits de son journal sur Bordeaux)
- Victor Michel (éd), Lettres de Sophie de La Roche à C.M. Wieland précédées d'une étude sur Sophie La Roche, Paris, Berger-Levrault, 1938.